# María Elena Sáinz de Rozas
María Elena Sáinz de Rozas és una editora de cinema espanyola, guanyadora d'un Goya al millor muntatge. Amb 18 anys començar a treballar com a deixeble de l'editora Gaby Peñalva a mitjans dels anys seixanta, i va treballar en el departament editorial de pel·lícules de Mariano Ozores o Fernando Fernán Gómez com ¡Cómo está el servicio! (1968). Després treballà com a editora assistent a La muerte de Mikel (1984) d'Imanol Uribe i a les sèries de televisió Ramón y Cajal (1982) i en dos episodis de Las pícaras (1983). Després començà com a editora en pel·lícules de Manuel Summers com Me falta un bigote (1986), ¡Sufre mamón! (1987) o Suéltate el pelo (1988). i després va treballar amb Julio Médem a Vacas (1992) i La ardilla roja (1993), on va destacar per la qualitat del seu treball. Després de treballar a Todos a la cárcel (1993) de García Berlanga va passar a treballar amb Alejandro Amenábar. Per la seva tasca a Tesis (1996) va guanyar el Goya al millor muntatge i fou nominada novament pel seu treball a Abre los ojos (1998).
Després de treballar amb Pilar Miró a El perro del hortelano (1996) i a Tu nombre envenena mis sueños (1996) ha treballat per a la televisió a les sèries Makinavaja (1997), A las once en casa (1998-1999) i Ana y los siete (2002-2005)